# Chorherrenstift Öhringen

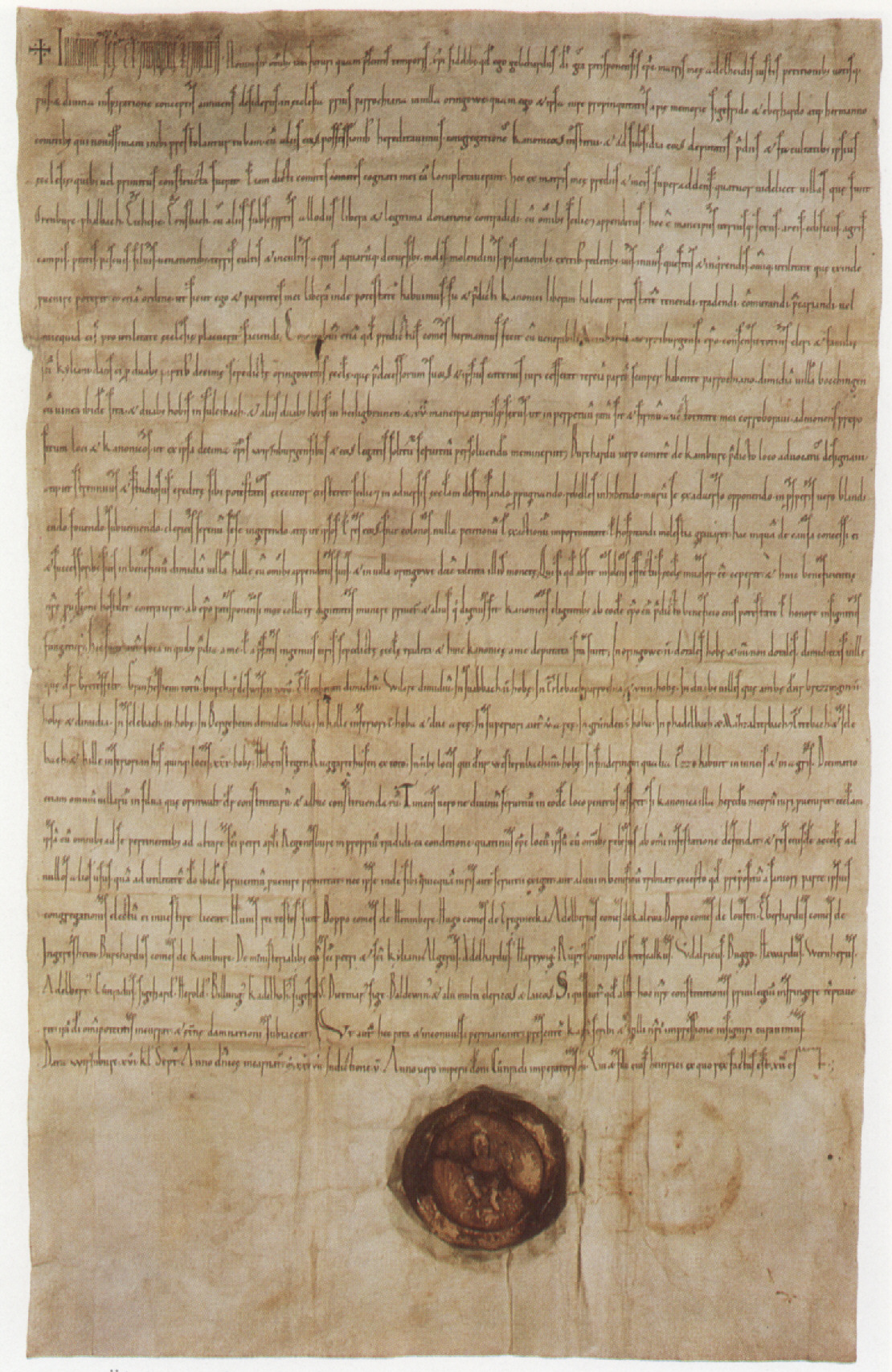
Öhringer Stiftungsbrief

Das Chorherrenstift Öhringen wurde 1037 von Bischof Gebhard III. und seiner Mutter Adelheid von Metz gegründet. Die Stiftung ist im Öhringer Stiftungsbrief dokumentiert. 

## Gründung des Stifts

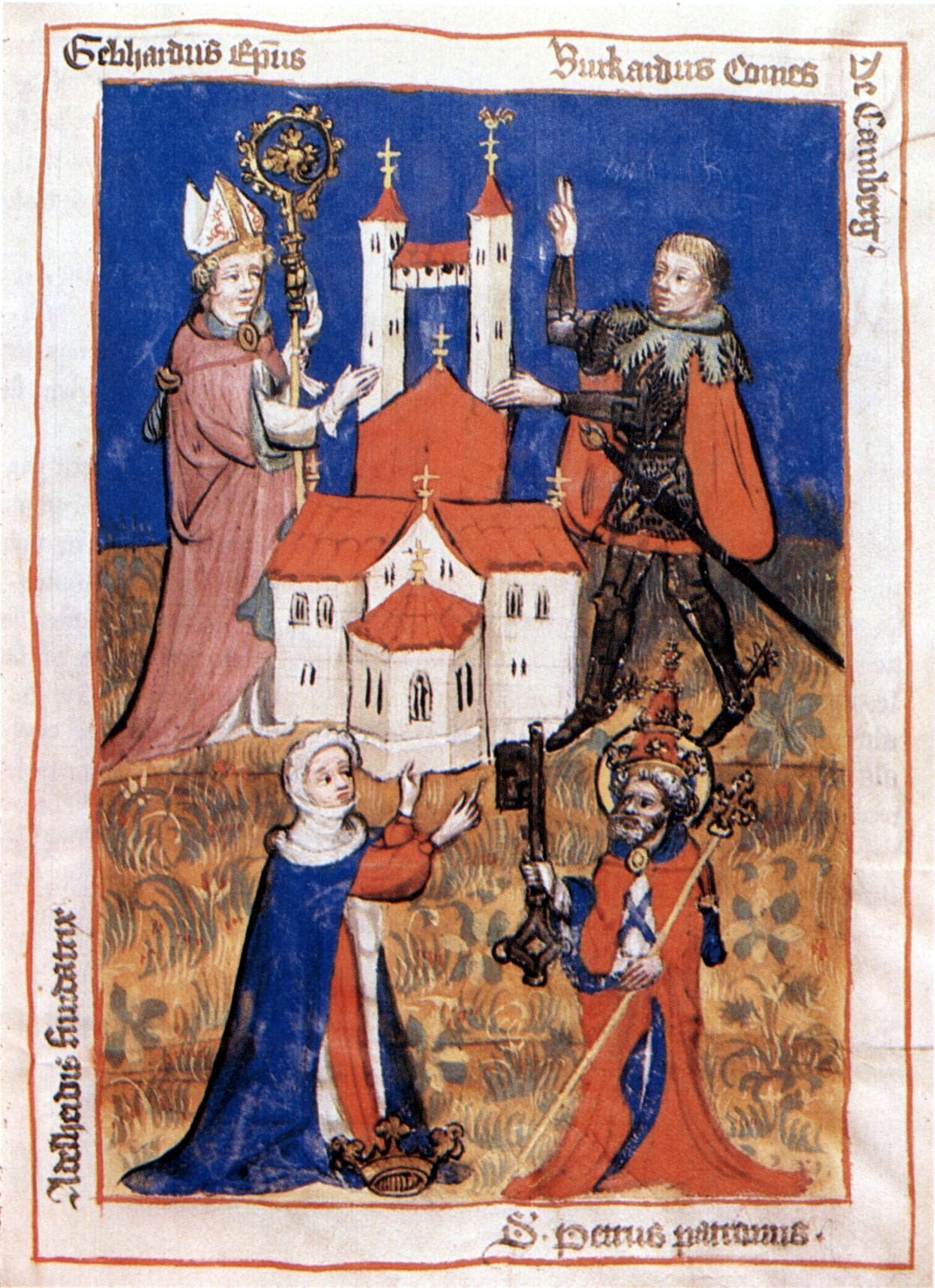
Gründung des Chorherrenstifts 1037

Hauptartikel: Öhringer Stiftungsbrief
Der Regensburger Bischof Gebhard III. gründete auf Bitten seiner Mutter das Chorherrenstift in Öhringen. Die ursprünglich vorhandene Pfarrkirche wurde dabei der geistliche Mittelpunkt des Stifts. Gebhard und seine Mutter hatten zusammen mit anderen Besitzungen Öhringen geerbt und waren die Patrone dieser Kirche. Zur Gründung des Stifts übergab Bischof Gebhard dem Chorherrenstift die Dörfer Ohrnberg, Pfahlbach, Eichach und Ernsbach. 

### Chorherren
Ein Chorherrenstift war eine Gemeinschaft von Geistlichen in der Umgebung einer regional wichtigen Kirche. Durch die Gründung eines Stifts wurde für den Unterhalt dieser Geistlichen durch Grundbesitz und Naturaleinnahmen gesorgt. Die Stiftsgeistlichen (Kanoniker) übernahmen dafür die Gestaltung der Gottesdienste in der Stiftskirche (Chordienst). Das Stift besaß innere Autonomie und führte als äußeres Zeichen seiner rechtlichen Selbständigkeit ein Wappen, in Öhringen ein Wappen mit gekreuzten Schlüsseln.
Das Öhringer Stift bestand aus Säkularkanonikern, sogenannten weltlichen Chorherren. Sie lebten nicht in einem abgeschlossenen Klausurbereich, sondern in enger Nachbarschaft mit Laien, und hatten vielfältige vertragliche und gesellschaftliche Beziehungen zu ihnen. 

### Gebäude
Hauptartikel: Stiftskirche Öhringen

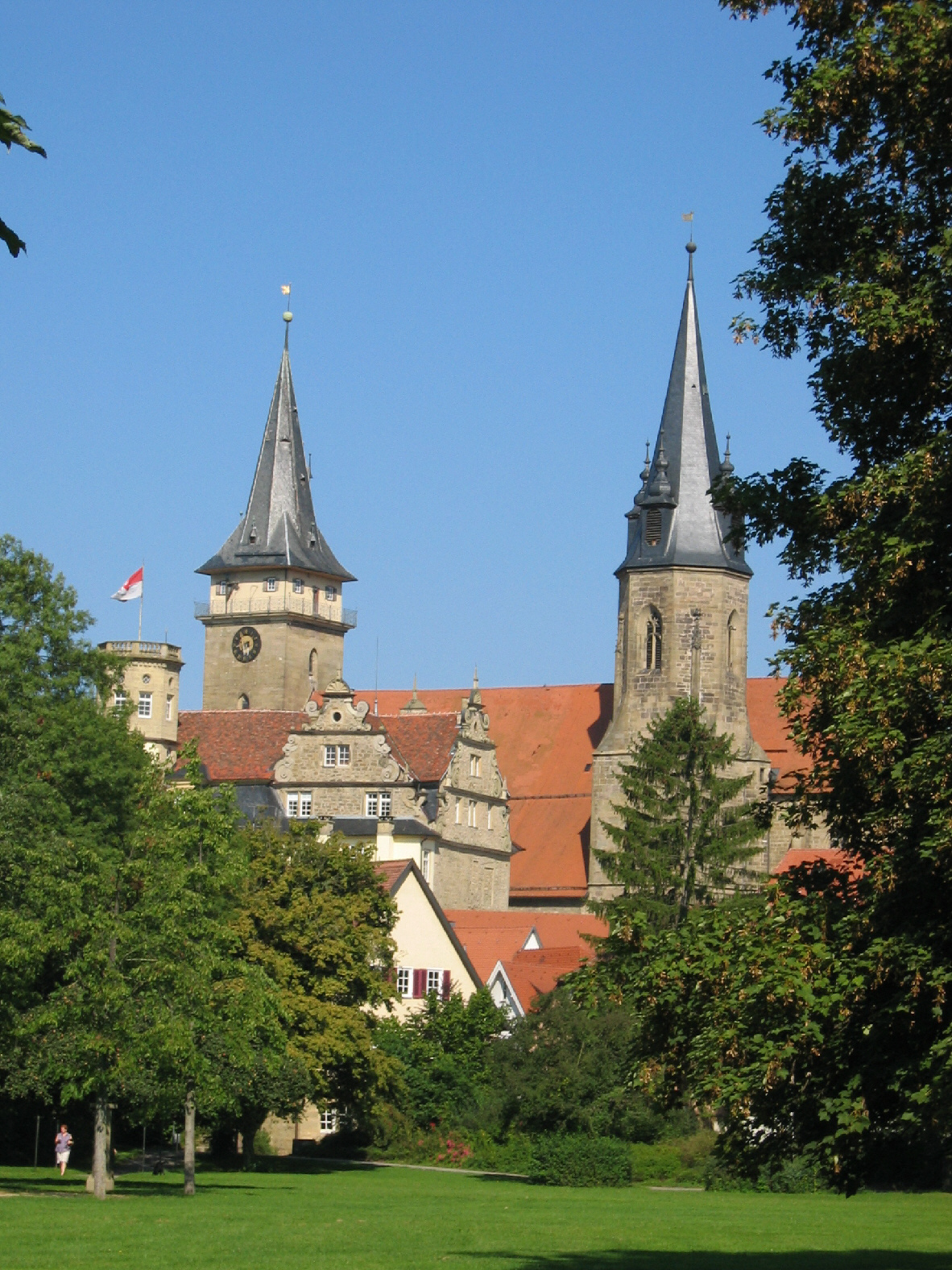
Stiftskirche und Schloss

Zum Stift gehörten zahlreiche Räume und Bauten. Der wichtigste davon war der Chorraum der Öhringer Stiftskirche, in dem die Kanoniker zum Chorgebet zusammenkamen. Als Kapitelsaal für Versammlungen dienten den Chorherren vermutlich die heutige Seitenkapelle der Stiftskirche. Dieser Raum wurde im Volksmund als Hölle bezeichnet, da ein (nicht mehr erhaltenes) Fresko an der Stirnwand Christus als Herrn des Weltgerichts darstellte. 
Zum Stift gehörten eine Stiftsbibliothek und eine Stiftsschule, aus der das Öhringer Gymnasium hervorging. Die Stiftsschule befand sich bis zu dessen Bau auf dem Gelände des heutigen Schlosses. Außerdem gehörten zum Stift eine Zehntscheuer, das Fruchthaus und der Stiftsweinkeller, die Pfaffenkelter und die Pfaffenmühle. Zum Stift gehörte ebenso der Friedhof, auf dem Stiftsangehörige und Öhringer Bürger bestattet wurden. Er befand sich bis zum 16. Jahrhundert an der Stelle des heutigen Marktplatzes.

### Schenkungen
Zahlreiche Schenkungen von Privatpersonen vermehrten den Besitz und die Einkünfte des Stiftes. Unter anderem wurden dem Stift Häuser, Höfe, Weinberge, Grundbesitz und Zehntrechte übereignet. Diese Schenkungen und die damit verbundenen Messstipendien sind im Obleybuch festgehalten, das bis heute im Hohenlohe-Zentralarchiv Neuenstein im Neuensteiner Schloss aufbewahrt wird. 

### Brotstiftung
Zur besseren Versorgung der Stiftsangehörigen wurde im Jahr 1371 eine Brotstiftung eingerichtet. Das Stiftungsbuch, das so genannte Brotseelbuch, ist bis heute erhalten und befindet sich im Waldenburger Schloss. Zur Verwaltung der Brotstiftung wurde ein Brotmeister bestellt. Aus den Einnahmen der Stiftung wurde Brot gebacken, dessen Qualität und Gewicht vom Brotmeister kontrolliert wurde. Die Gründungsurkunde und das Brotseelbuch wurde in einer Nische in eine Chornebenraum der Stiftskirche aufbewahrt. Sie ist noch heute an der Inschrift Repositura Co(mmun)is Panis 1510 (Aufbewahrungsort für Unterlagen über das Gemeinsame Brot) zu erkennen.

## Stiftsvogtei
Das Kirchenrecht sah für jede geistliche Institution einen Vogt vor, der diese in weltlichen Angelegenheiten, insbesondere vor Gerichten, als advocatus ecclesiae vertrat und die Institution schützen und schirmen konnte. Die ursprünglichen Stiftsvögte, die Grafen von Comburg, starben bereits 1108 aus. Obwohl sie von staufischen Grafen von Rothenburg beerbt wurden, scheint die Vogtei nicht auf diese übergegangen zu sein. 1157 ist ein Vogt F. genannt, der von Historikern als Friedrich von Bielriet (1155–1198) identifiziert wird und nicht dem Geschlecht der Staufer angehörte. Ein Vorgang aus dem Jahr 1215 belegt, dass Öhringen keine staufische Vogtei war: Zwischen König Friedrich II. und dem Bischof von Regensburg wurde ein Vertrag geschlossen, nach dem die Stadt Nördlingen und das Dorf Öhringen (villa Orngov) samt Propstei und Vogtei an das Heilige Römische Reich übergehen sollten und zwei Regensburger Klöster im Gegenzug an den Bischof. Aufgrund dieses Vertrags ist davon auszugehen, dass der Bischof von Regensburg die volle Verfügungsgewalt über die Öhringer Vogtei besaß und nicht der staufische König. Der Vertrag kam aufgrund des Protestes der Regensburger Äbtissin Tutta III. von Dalmässing (Kloster Niedermünster) und der Äbtissin von Kloster Obermünster in Regensburg nicht zu Stande, Öhringen wurde nicht zur Reichsstadt.
Ungeklärt ist, wie die Herren von Hohenlohe nach Öhringen kamen. Gottfried von Hohenlohe nahm Ende des Jahres 1250 an einem Kriegszug des Königs Konrad IV. gegen den Regensburger Bischof teil. Der Bischof war in ein Mordkomplott gegen den König verwickelt, der dieses aber überlebte. Vermutlich erhielt Gottfried im Zuge dieser Geschehnisse die regensburgischen Lehen in und um Öhringen sowie die Vogtei über das Stift. Nachdem die Bischöfe dies zuerst ablehnten, belehnten die Regensburger Bischöfe ab 1366 die Hohenlohe regelmäßig mit den regensburgischen Besitzungen und Rechten.

## Reformation und Aufhebung des Stifts

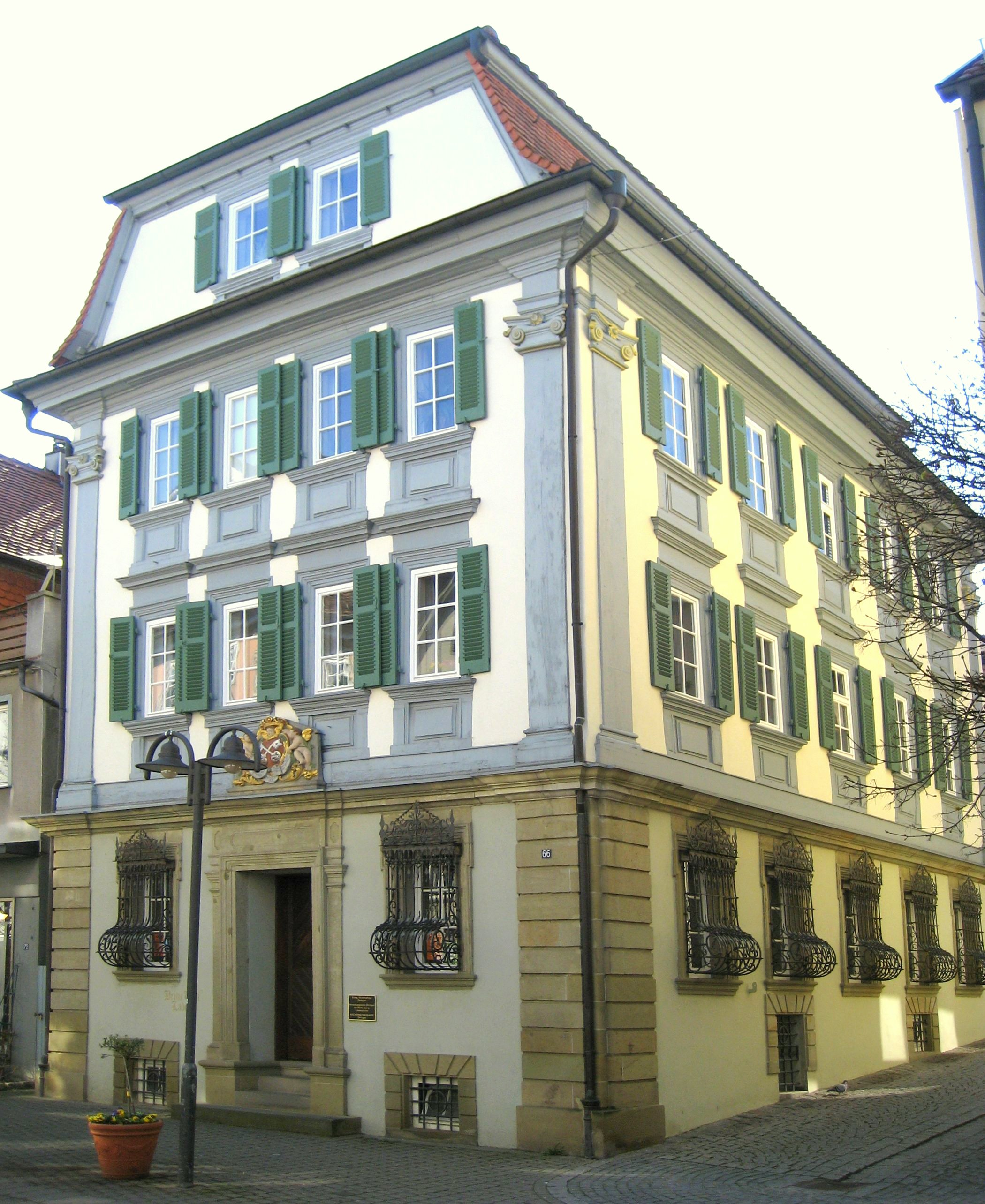
Prädikaturhaus

1490 nutzte Graf Kraft VI. die Schirm- und Vogteirechte des Grafen für eine Reform des Stifts und schickte dem Bischof von Würzburg eine Denkschrift mit dem Titel Irrungen und Gebrechen, so Graf Crafft von Hohenlohe hat gegen das Stift zu Oringew. Die Grafen waren unzufrieden mit den Stiftsherren und kritisierten die Vernachlässigung von Predigt und Seelsorge in der Pfarrei Öhringen. Im Jahr 1506 errichteten sie darum eine vom Stift getrennte Predigerstelle, eine Prädikatur. Die Brüder Albrecht und Georg von Hohenlohe gingen 1545 gegen die Misswirtschaft des Stiftsdekans Johannes Lutz gerichtlich vor und sorgten für einen Prozess am Reichskammergericht, woraufhin Lutz auf sein Amt verzichten musste. 

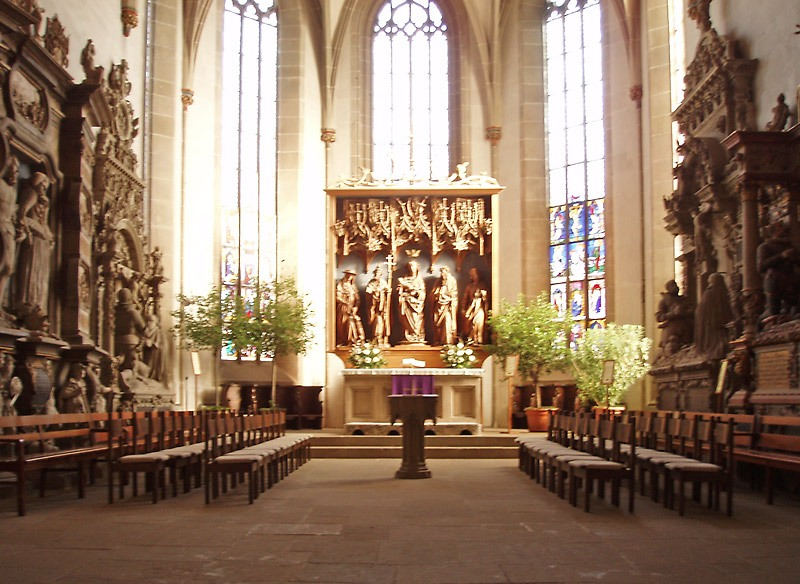
Hochchor

1544 war die Prädkatur unbesetzt, es fand keine Seelsorge statt. Die Öhringer Bürgerschaft richtete an Albrecht und Georg eine Bittschrift mit der Bitte um Bestellung eines evangelischen Predigers und mit der Bitte um Erlaubnis, das Abendmahl nach evangelischer Weise mit Brot und Wein zu halten. Der Wunsch nach Reformation kam also von der Bevölkerung und nicht von der Herrschaft. Daraufhin wurde 1544 Caspar Huberinus, Pfarrer in Augsburg, zum Pfarrer in Öhringen bestellt. Am 20. Juni 1546 genehmigten die Grafen auf Druck Huberinus’ die Reformation des Gottesdienstes und der Lateinschule sowie die Berufung eines evangelischen Pfarrers und Schulmeisters. Der Gottesdienst der Stiftsherren blieb daneben unverändert bestehen. Der Chor der Stiftskirche wurde deshalb durch eine Mauer vom Schiff getrennt. 
Mit dem Augsburger Religionsfrieden hatten die Hohenloher Grafen die Möglichkeit, die Reformation auch offiziell einzuführen, ohne ihre Treue gegen das Reich und den Kaiser aufzugeben. Die Hohenloher Grafen beschlossen die Durchführung der Reformation im ganzen Land. 
Die Reformation des Stifts erfolgte am 10. September 1556. Die Verwaltung wurde von einem Syndikus im Auftrag der Grafen übernommen. Die Stiftsherren erhielten statt der Pfründe jährlich 60 Gulden sowie zwei Fuder Wein und Getreide. Das Stundengebet im Chor wurde nicht abgeschafft. 1581 wurde die Mauer im Chor der Stiftskirche wieder entfernt.
1579 wurde ein Generalkonsistorium in Öhringen errichtet, dem der jeweilige Öhringer Stiftsprediger vorstand. Generalsuperintendent wurde David Meder, der zuvor Pfarrer im brandenburg-ansbachischen Leutershausen gewesen war. Auf ihn geht die hohenlohische Kirchenordnung von 1578 zurück, die sich an der Kirchenordnung der Markgrafschaft Brandenburg für die Stifte Ansbach und Feuchtwangen anlehnt. 
Mit dem Stiftsvermögen wurden vier Pfarrstellen geschaffen: Prediger, Stadtpfarrer, Archidiakon und Diakon. Zum Öhringer Sprengel gehörten nun nur noch Büttelbronn, Cappel, Eckartsweiler und Westernbach. Der Prediger war zugleich Superintendent für die gesamte Grafschaft und führte zusammen mit anderen Geistlichen die Aufsicht über das Gymnasium. 
1810 wurde das Stiftsvermögen unter württembergischer Herrschaft dem Fiskus einverleibt. Der Kapitalwert des Stifts wurde auf 138.000 Gulden geschätzt, die Einkünfte auf über 22.000 Gulden.